# Balcarova skála – Vintoky
Balcarova skála – Vintoky je přírodní rezervace na jižním okraji obce Ostrov u Macochy v okrese Blansko v Jihomoravském kraji. Oblast spravuje Agentura ochrany přírody a krajiny ČR – regionální pracoviště Jižní Morava.

## Geografie a geologie
Chráněné území leží jižně od obce Ostrov u Macochy v místech, kde vápencová oblast Moravského krasu na východě hraničí s nekrasovými horninami drahanského kulmu. Na tomto území je zastoupeno jak macošské souvrství s vilémovickými vápenci, tak i líšeňské souvrství s křtinskými vápenci.

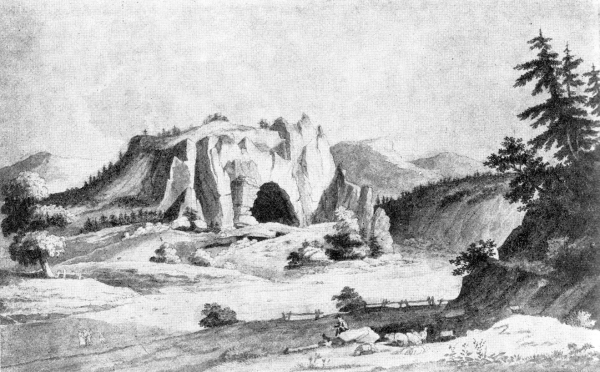
F. Richter: Balcarova skála (1820)

Rezervace se skládá ze dvou samostatných částí, oddělených silnicí č. 373, vedoucí z Vilémovic do Ostrova u Macochy. Pro toto území je charakteristické množství povrchových a podzemních krasových jevů. Na povrchu to jsou například ponory (propadání) Krasovského potoka, Blažkův závrt a škrapová pole. Podzemní součástí rezervace je jeskynní systém Balcarky s bohatou sintrovou výzdobou, dále nepřístupné jeskyně a propasti Vintoky a Šamalíkovy jeskyně.

## Předmět ochrany
Předmětem ochrany jsou jak geologické, geomorfologické a paleontologické fenomény daného území, tak i místní flóra a fauna.

### Flóra
Mezi cenné součásti chráněného území patří jižní a jihozápadní svahy v okolí ostrožny Balcarova skála, které byly v minulosti odlesněny a dosud si zachovaly lesostepní charakter. Z chráněných rostlin se zde vyskytuje například lomikámen trojprstý (Saxifraga tridactylites), dřín jarní (Cornus mas) a oměj vlčí (Aconitum lycoctonum), typickými místními druhy jsou brslen evropský (Euonymus europaeus), slivoň trnitá (Prunus spinosa), svída krvavá (Cornus sanguinea), kostřava sivá (Festuca pallens), mochna jarní (Potentilla verna), prorostlík srpovitý (Bupleurum falcatum), ožanka kalamandra (Teucrium chamaedrys), devaterník velkokvětý (Helianthemum grandiflorum) a další.

### Fauna
V místních jeskyních zimuje několik druhů netopýrů – nejčastěji se zde vyskytuje vrápenec malý (Rhinolophus hipposideros), netopýr velký (Myotis myotis) a netopýr černý (Barbastella barbastellus). Z dravých druhů ptáků je nejčastěji zastoupena poštolka obecná, v remízcích žije ťuhýk obecný (Lanius collurio). Dále se zde například vyskytuje lelek lesní a v okolí Ostrova u Macochy hnízdí ostříž lesní (Falco subbuteo). V rezervaci lze nalézt i chráněné druhy hmyzu. Z motýlů je to velmi vzácná můra šedavka bučinová (Apamea illyria), mezi vzácné druhy patří také petrofilní píďalka žlutozelená (Euphyia frustata).

## Dostupnost

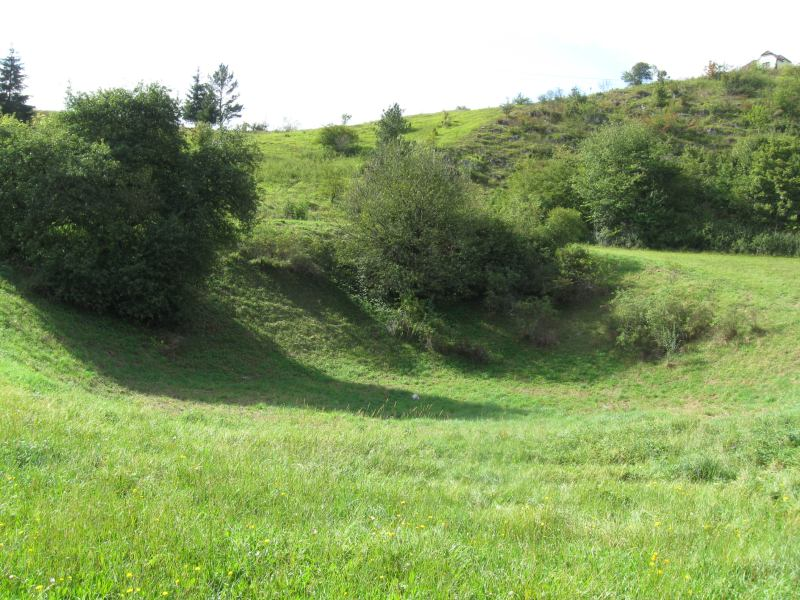
Blažkův závrt severně od Vintok

Nedaleko od vstupu do veřejnosti přístupné jeskyně Balcarka se nachází parkoviště. U tohoto parkoviště je také autobusová zastávka Ostrov u Macochy, Balcarka na lince z Blanska do Šošůvky a Vysočan. Nezi oběma částmi chráněného území prochází červeně značená turistická cesta a cyklotrasy č. 507, 5079 a cyklotrasa č. 5 "Srdcem jižní Moravy". Vzhledem k tomu, že se jedná o turisticky exponované území, byly stanoveny limity návštěvnosti a její omezení v zimním období.

## Okolí
V bezprostřední blízkosti hranic chráněného území se nachází řada dalších přírodních zajímavostí, především jeskyní a krasových jevů. Jsou to například jeskyně V Hložku, Žižkůvka, Lopač, Mlynářovo propadání, Zahradní, Blažkův závrt a další.